# Alfredo Saybene
Alfredo Saybene (Rosario, Província de Santa Fe, República Argentina, 10 de febrer de 1876) fou un compositor argentí. Als dotze anys passà amb la seva família a Itàlia on començà més tard la carrera d'enginyer, que abandonà per a dedicar-se a la música. Estudià harmonia amb Guarneri en el Conservatori Verdi de Milà i amb Tarenghi, professor de la Scuola Musicale de la mateixa ciutat. El 1905 estrenà a Milà una obra sobre l'argument de l'Amintes, de Tasso, que aconseguí un bon èxit. El 1909, a Busto Arsizio (Llombardia) estrenà la seva segona òpera, Floredana. El 1913 retornà a la seva pàtria on fou professor de l'Escuela Normal de Cañada de Gòmez.